# Éric Struelens
Éric Struelens (Watermael-Boitsfort, 3 novembre 1969) è un ex cestista, allenatore di pallacanestro e dirigente sportivo belga.

## Carriera
Con il Belgio ha disputato i Campionati europei del 1993.

## Palmarès

### Giocatore
- Campionato belga: 5

Raching Mechelen: 1990-91, 1991-92, 1992-93, 1993-94
Spirou Charleroi: 1995-96
- Coppa del Belgio: 3

Raching Mechelen: 1993, 1994
Spirou Charleroi: 1996
- Campionato francese: 1

PSG Racing: 1996-97
- Campionato spagnolo: 1

Real Madrid: 1999-2000